# Ayoreo
Ayoreo ist der Name einer indigenen Volksgruppe, die in Nordwest-Paraguay und Südost-Bolivien lebt. In Paraguay werden sie auch als morotocós oder moros, corazo oder kursu bezeichnet. Ayoreo ist die Selbstbezeichnung der im nördlichen Gran Chaco an der Grenze lebenden Gruppen, deren Gesamtzahl auf etwa 4.000 geschätzt wird. Die Sprache der Ayoreo gehört zur Familie des Zamuco. Bis zur Mitte des 20. Jahrhunderts bewohnten sie ein Gebiet von rund 300.000 km² Fläche zwischen Río Paraguay, Río Pilcomayo, Río Parapetí und Río Grande.

## Gruppen in Bolivien und in Paraguay

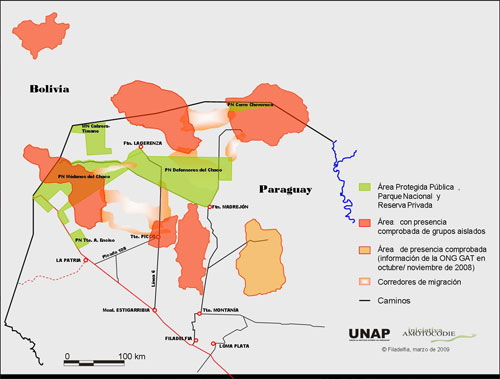
Karte von 2009, die Hinweise auf isoliert lebende Ayoreo im Grenzraum zwischen Paraguay und Bolivien enthält

In Bolivien unterscheidet man zehn Gruppen, nämlich Zapocó, Poza verde, Puesto Paz, Guidai Ichai, Santa Teresita, Tobita, Urucú, Motacú, Rincón del Tigre, und Belen in der Provinz Germán Busch und der Provinz Chiquitos im Departamento Santa Cruz. Es handelt sich um rund 1.700 Menschen, davon eine Gruppe, die die freiwillige Isolation gewählt hat. Diese Menschen führen das traditionelle Leben als Jäger und Sammler mit einfachem Gartenbau fort.
In Paraguay unterscheidet man drei Gruppen, nämlich die Guidaygosode – ein erst seit den 1950er Jahren bestehender Zusammenschluss verschiedener, im südlichen Chaco Central lebender Lokalgruppen – die Garaygosode und die Totobiegosode. Sie leben in 15 Dörfern in den nordwestlichen Departamento Boquerón und Departamento Alto Paraguay. Eine Subgruppe der Lokalgruppe der Totobiegosode sowie vier weitere nicht identifizierte Gruppen führen ihre traditionellen Lebensweise als Wildbeuter mit einfachen Gartenbau fort. Drei der vier nicht identifizierten Gruppen leben grenzüberschreitend zu Bolivien. Auch dieser kleine Teil des Volkes der Ayoreo – max. 150 Personen stark – lehnt den Kontakt zur westlichen Gesellschaft ab. Sie zählen damit zu den Isolierten Völkern und sind unter diesen die südlichsten auf dem Kontinent Amerika und der gesamten Welt.
Das Wort Totobiegosode bedeutet „Menschen vom Ort der Wildschweine“ und beschreibt die abgeschiedenste Gruppe der Ayoreo. Auch heute meiden sie noch den Kontakt zu Fremden. Die Totobiegosode sind Jäger und Sammler. Eines ihrer Rituale ist das asojna-Ritual, welches beginnt, wenn die Nachtschwalbe das erste Mal schreit und dadurch die Regenzeit ankündigt. Damit beginnt eine Zeit von Feierlichkeiten. Laut Survival International gehören die Ayoreo-Totobiegosode heute zu den bedrohten indigenen Völkern der Welt.

## Geschichte

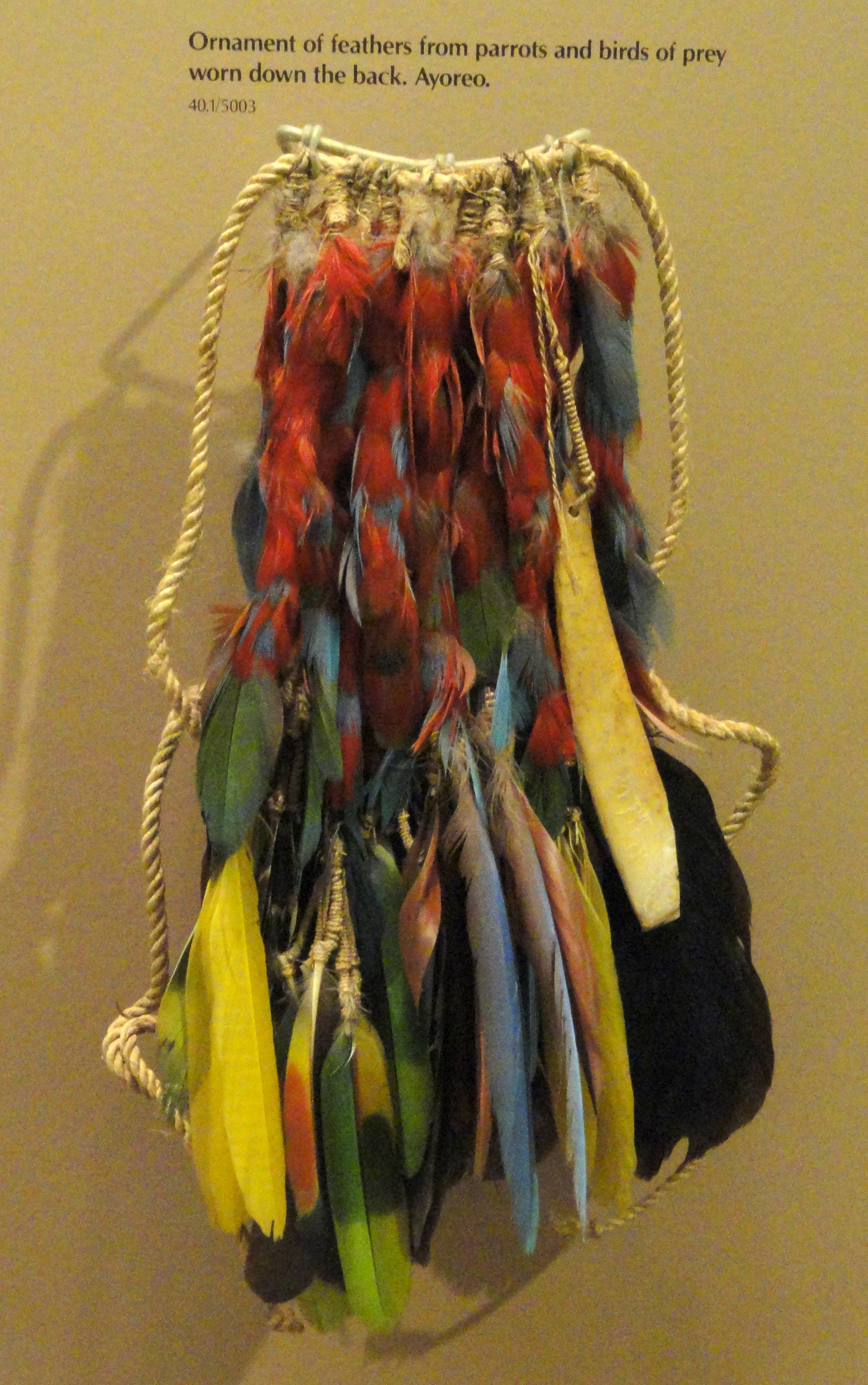
Ornament der Ayoreo American Museum of Natural History

Die ersten Europäer nahmen 1537 Kontakt mit einigen Ayoreo auf, als eine Expedition unter Führung von Juan de Ayolas († 1537) ihr Gebiet berührte. Die Jesuiten errichteten die Missionsstation San Ignacio Zamuco (1724 bis 1745).
Mennoniten nahmen in den 1940er Jahren Kontakt mit den Ayoreo auf, einige siedelten sich in ihrer Umgebung an.
Anfang des 21. Jahrhunderts drangen Viehzüchter in die Waldgebiete vor, die wiederum zunehmend von der Sojaindustrie verdrängt werden. Die Umweltorganisation Iniciativa Amotocodie koordiniert inzwischen den Landkauf für die Ayoreo. In ihr haben sich 13 Dörfer in Paraguay zusammengeschlossen, die 95 Prozent der Ayoreo im Lande repräsentieren. Sie garantieren die traditionelle Nutzung des nach und nach erworbenen Landes. Erste Anfänge für Gebietskäufe für die Ayoreo im Dep. Boquerón datieren aus dem Jahr 2003 mit dem Erwerb von 3.700 ha Waldland in der Region Amotocodie und 2008 mit 8.000 ha nahe dem Nationalpark Médanos del Chaco. Dabei werden sie von dem gemeinnützigen Verein Rettet den Regenwald in Hamburg unterstützt. Im Dezember 2009 hatten die Ayoreo 1.800 ha erhalten, am 17. April 2010 konnte der Verein den Ayoreo weitere 2.000 ha Regenwald überschreiben, dessen Ankauf durch private Spenden ermöglicht wurde. Hinzu kamen Ijnapui (2005) sowie Cuyabia (2014). Insgesamt wurden ihnen somit 63.626 ha (Dep. Boquerón), den in den 1980er Jahren an die Garaygosode übereignete Chovoreka (19.983 ha) sowie später hinzugekommenen Puerto Maria Auxiliadora (18.750 ha) und Cucaani (1.600 ha) - alle Dep. Alto Paraguay, übergeben.
Für die Totobiegosode sind 155.534 ha ihrer 550.000 ha Landforderung übereignet bzw. auf die staatlich Indianerbehörde INDI eingetragen. Dieses Projekt, dass seit 2014 stagniert, wird durch die NGO Gente, Ambiente y Territorio (GAT) betreut.
Für die traditionell lebenden Gruppen engagiert sich besonders der deutsche Verein Rettet die Naturvölker e. V.